# Рахмангулова Анастасія Андріївна
Анастасія Андріївна Рахмангулова (30 грудня 1994, Миколаїв) — українська шахістка, майстер спорту України (2011), гросмейстер серед жінок (2023). 
Бронзова призерка Чемпіонату Європи серед дівчат до 18 років (Прага, 2012). Чемпіонка України серед жінок з бліцу (Львів, 2015). Чемпіонка України серед жінок 2015 року.
Її рейтинг станом на січень 2025 року — 2323 (112-те місце у світі, 7-ме — серед шахісток України).

## Досягнення
- Чемпіонка України серед дівчат до 10 років (Миколаїв, 2003);
- Бронзова призерка Чемпіонату України серед дівчат до 12 років (Чернігів, 2005);
- Чемпіонка України серед дівчат до 14 років (Дніпропетровськ, 2008);
- Чемпіонка України серед дівчат до 16 років (Одеса, 2009);
- Віце-чемпіонка України серед дівчат до 18 років (Київ, 2009);
- Чемпіонка України серед дівчат до 16 років (Луганськ, 2010);
- Чемпіонка України серед дівчат до 16 років з бліцу (Луганськ, 2010);
- Віце-чемпіонка України серед дівчат до 18 років (Київ, 2010);
- Бронзова призерка Чемпіонату України серед дівчат до 18 років з швидких шахів (Київ. 2010);
- Чемпіонка України серед дівчат до 20 років з бліцу (Харків, 2010);
- Віце-чемпіонка України серед дівчат до 20 років (Харків, 2010);
- Бронзова призерка Чемпіонату України до 20 років з швидких шахів (Харків, 2010);
- Бронзова призерка Чемпіонату України серед дівчат до 18 років з швидких шахів (Київ, 2011);
- Чемпіонка України серед дівчат до 20 років (Луганськ, 2011);
- Чемпіонка України серед дівчат до 20 років з швидких шахів (Луганськ, 2011);
- Чемпіонка України серед дівчат до 20 років з бліцу (Луганськ, 2011);
- Бронзова призерка Чемпіонату України серед дівчат до 18 років (о.Хортиця, 2012);
- Чемпіонка України серед дівчат до 18 років з швидких шахів (о.Хортиця, 2012);
- Чемпіонка України серед дівчат до 18 років з бліцу (о.Хортиця, 2012);
- Бронзова призерка Чемпіонату України серед дівчат до 20 років (Київ, 2011);
- Чемпіонка України серед дівчат до 20 років з швидких шахів (Київ, 2012);
- Чемпіонка України серед дівчат до 20 років з бліцу (Київ, 2012);
- Бронзова призерка Чемпіонату Європи серед дівчат до 18 років (Прага, 2012);
- Бронзова призерка Чемпіонату України серед жінок з швидких шахів (Алушта, 2013);
- Чемпіонка України серед жінок з бліцу (Львів, 2015)[1].
- Чемпіонка України серед жінок (Львів, 2015)[2].
- Переможниця Меморіалу Марії Албулець (Бреїла, 2019)[3].

## Результати виступів у чемпіонатах України
Анастасія Рахмангулова зіграла у 10 фінальних турнірах чемпіонатів України серед жінок, набравши загалом 47 очок з 90 можливих (+34-30=26).
| Рік  | Місто     | Турнір                 | + | − | = | Результат | Місце  |
| ---- | --------- | ---------------------- | - | - | - | --------- | ------ |
| 2009 | Євпаторія | 69-й чемпіонат України | 3 | 3 | 3 | 4½ з 9    | 26     |
| 2010 | Полтава   | 70-й чемпіонат України | 5 | 4 | 0 | 5 з 9     | 17     |
| 2011 | Полтава   | 71-й чемпіонат України | 3 | 1 | 5 | 5½ з 9    | 4      |
| 2012 | Харків    | 72-й чемпіонат України | 1 | 5 | 3 | 2½ з 9    | 9      |
| 2015 | Львів     | 75-й чемпіонат України | 5 | 1 | 3 | 6½ з 9    | Золото |
| 2016 | Рівне     | 76-й чемпіонат України | 3 | 4 | 2 | 4 з 9     | 7      |
| 2017 | Житомир   | 77-й чемпіонат України | 4 | 3 | 2 | 5 з 9     | 5      |
| 2018 | Київ      | 78-й чемпіонат України | 3 | 4 | 2 | 4 з 9     | 5      |
| 2019 | Луцьк     | 79-й чемпіонат України | 1 | 4 | 4 | 3 з 9     | 8      |
| 2024 | Львів     | 83-й чемпіонат України | 6 | 1 | 2 | 7 з 9     | Silver |

## Результати виступів у складі збірної України
У складі жіночої збірної України Анастасія Рахмангулова взяла участь в одному турнірі, а саме командному чемпіонаті Європи, що відбувся у 2023 році в Будві.
| Рік  | Турнір           | Місто | Збірна  | Шахів- ниця | Рейтинг | + | = | − | Результат | % очок | Турнірний рейтинг | Командне місце | Особисте місце |
| ---- | ---------------- | ----- | ------- | ----------- | ------- | - | - | - | --------- | ------ | ----------------- | -------------- | -------------- |
| 2023 | чемпіонат Європи | Будва | Україна | резерв      | 2324    | 4 | 1 | 1 | 4½ з 6    | 75,0   | 2001              | 4              | 5              |